# Пешеходный мост

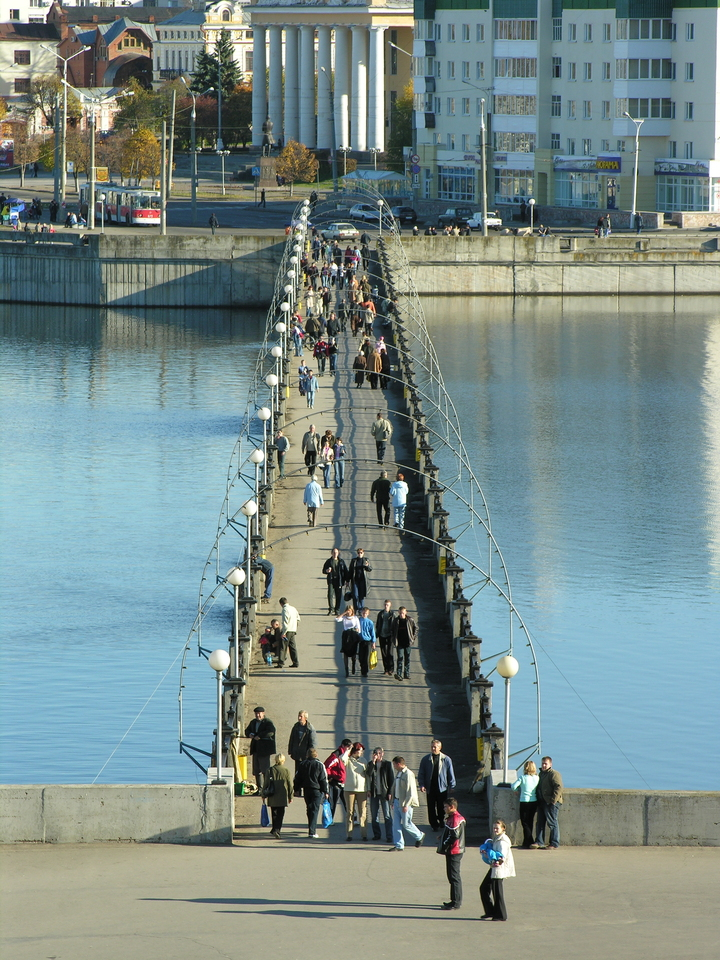
Пешеходный мост через искусственный залив в Чебоксарах

Пешехо́дный мост — искусственное мостовое сооружение (мост), созданное для перемещения пешеходов через естественные или искусственные препятствия.
В зависимости от особенностей пересекающих препятствий пешеходные мосты разделяют на три типа: 
1. пешеходные мосты через водные преграды. Этот тип мостов встречается редко, потому что их строительство экономически нецелесообразно. Вместо них пешеходное движение организуется по тротуарам автомобильных мостов;
2. путепроводы служат для перемещения через автомагистрали, улицы или железнодорожные пути. Такие мосты располагаются вблизи населённых пунктов или железнодорожных станций;
3. городские пешеходные мосты.

Также прогулочные прозрачные мосты (полностью из стекла) (самый длинный (300 метров) находится в Китае; также в индонезийском Лимпакувусе и др.)
По характеру нагрузки на пролётные строения и опоры выделяют балочные, рамочные, висячие или комбинированные схемы пешеходных мостов.